# 朱當㳻
陽信安僖王朱當㳻（1468年—1525年），明朝魯藩第一代陽信王，魯莊王朱陽鑄的庶第四子。

## 生平
成化九年（1473年）四月，獲賜名當㳻。成化十四年（1478年）四月，封陽信王。
嘉靖四年（1525年），朱當㳻去世，享年五十八歲，諡號安僖。三年後，嫡長子朱健杫襲爵。

## 家庭

### 妻
- 劉氏，東城兵馬副指揮劉釗女，弘治二年（1489年）九月冊為陽信王妃[6]。

### 子
- 嫡長子：陽信長子→陽信安懿王朱健杫[7]
- 嫡第二子：鎮國將軍朱健椅[8]
  - 孫：朱觀烘[9]
- 第三子：鎮國將軍朱健桋[9]

### 女
- 安邑縣主
- 阜城縣主
- 崇明縣主
- 江陵縣主
- 崇仁縣主[9]